# Meymac
Meymac (prononcé  /mɛ.mak/ ; en occitan : Maismac ; en limousin : Meymac prononcé  /mɛj'ma/, forme attestée en 1314 pour la première fois) est une commune française située dans le département de la Corrèze en région Nouvelle-Aquitaine. 
Ville-porte d'accès du parc naturel régional de Millevaches, c'est une cité touristique classée parmi les 100 « Plus Beaux Détours de France ».
Sur le territoire de la commune se trouve le point culminant du département, le mont Bessou (977 mètres).
Les habitants de Meymac sont appelés les « Meymacois » et les « Meymacoises ».

## Géographie

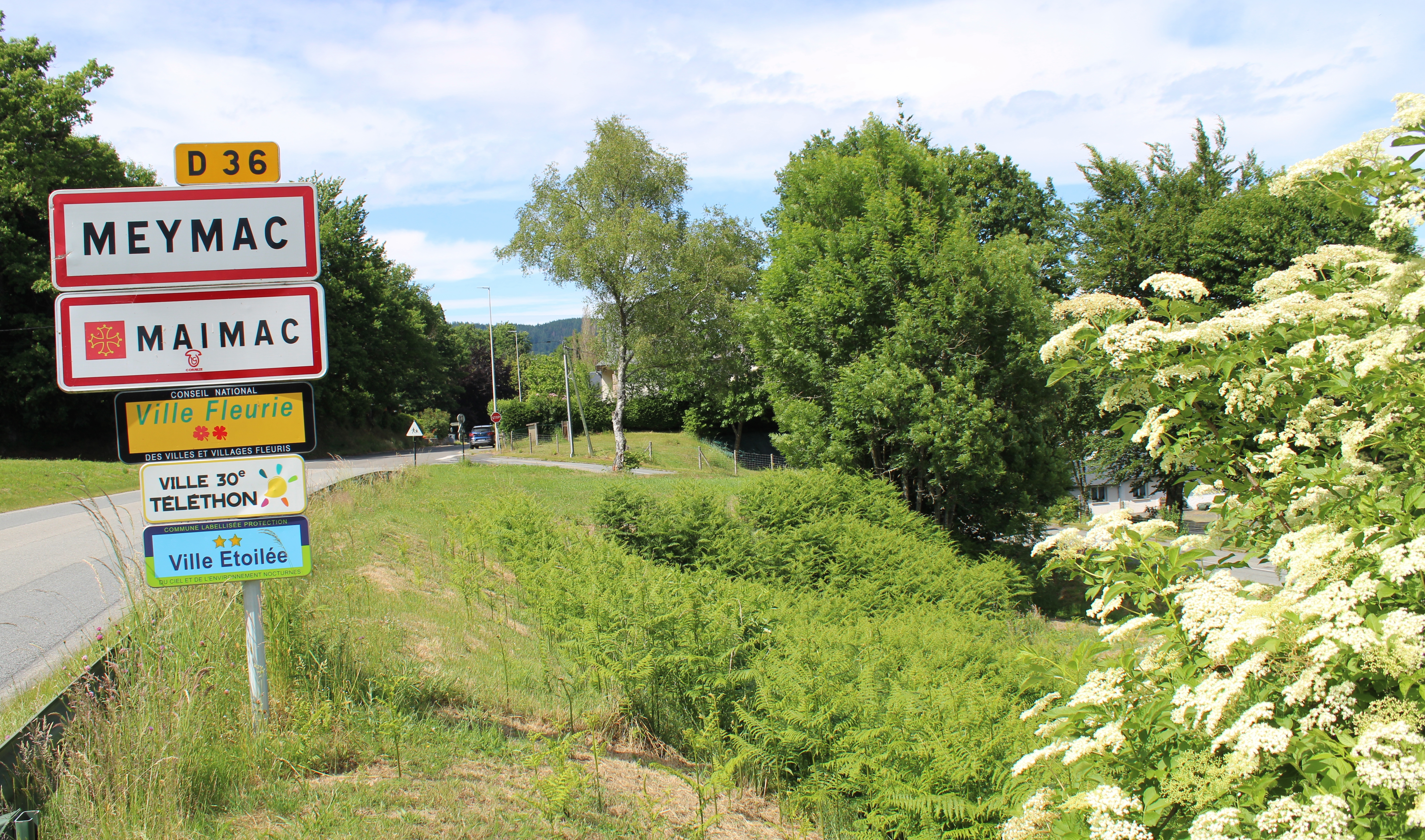
Entrée de la commune.

### Géographie physique
La commune de Meymac se trouve sur les contreforts sud du plateau de Millevaches, à une altitude de 656 m environ. Elle est d'une très grande superficie : 87,15 km2 (pour 105,40 km2 à Paris).
Trois cours d'eau traversent la commune, la Vézère, la Luzège et la Triouzoune. Ils sont symbolisés sur le blason de la ville. Meymac compte également de nombreux ruisseaux : ruisseau des Maisons, le Cheny (ou ruisseau des Farges), le Chassagnoux, le ruisseau du Rebellier, la Come, le Cloup, le Merlançon, le Noir, le Riou Tras, la Jarrige, le ruisseau des Aiguettes, la Bessade, la Vialle, la Nauche, le ruisseau des Recours…

### Climat
Pour des articles plus généraux, voir Climat de la Nouvelle-Aquitaine et Climat de la Corrèze.
Historiquement, la commune est exposée à un climat montagnard.
En 2020, Météo-France publie une typologie des climats de la France métropolitaine dans laquelle la commune est exposée à un climat de montagne et est dans la région climatique  Ouest et nord-ouest du Massif Central, caractérisée par une pluviométrie annuelle de 900 à 1 500 mm, maximale en automne et en hiver.
Pour la période 1971-2000, la température annuelle moyenne est de 9,5 °C, avec  une amplitude thermique annuelle de 14,8 °C. Le cumul annuel moyen de précipitations est de 1 272 mm, avec 13,6 jours de précipitations en janvier et 8,2 jours en juillet. Pour la période 1991-2020, la température moyenne annuelle observée sur la station météorologique la plus proche, située sur la commune d'Ussel à 13 km à vol d'oiseau, est de 9,9 °C et le cumul annuel moyen de précipitations est de 1 156,1 mm,. Pour l'avenir, les paramètres climatiques de la commune estimés pour 2050 selon différents scénarios d’émission de gaz à effet de serre sont consultables sur un site dédié publié par Météo-France en novembre 2022.

#### Géologie
La mine des Chèzes (un kilomètre au sud de Meymac) fut le premier gisement de bismuth découvert et exploité en France. Elle est aujourd'hui fermée.
Meymac a donné son nom à la meymacite,, un trioxyde de tungstène hydraté découvert près de l'étang du Merlançon.

### Géographie humaine

#### Voies ferrées
C'est en 1883 que la ligne Limoges-Meymac arrive à Meymac. La gare de Meymac se trouve sur une des principales lignes transversales : la ligne Lyon-Bordeaux, qui comporte à Meymac un embranchement vers Limoges. Le train rapide entre Bordeaux et Clermont-Ferrand prend le nom de Ventadour.
Ce fut un nœud ferroviaire notable à l'époque du PO et du PLM. Elle reste toujours une gare importante du TER Limousin. Meymac comporte également une halte au nord-ouest du bourg, le Jassonneix, sur la ligne de Limoges.

#### Routes et autoroutes
La RD 979 (anciennement RN 679) qui relie Limoges à Bort-les-Orgues traverse la commune.
Accès par l'autoroute A89 par la sortie  23 Ussel-Ouest située sur la commune de Saint-Angel à 8 km au sud.

## Urbanisme

### Typologie
Au 1er janvier 2024, Meymac est catégorisée bourg rural, selon la nouvelle grille communale de densité à 7 niveaux définie par l'Insee en 2022.
Elle est située hors unité urbaine. Par ailleurs la commune fait partie de l'aire d'attraction d'Ussel, dont elle est une commune de la couronne,. Cette aire, qui regroupe 38 communes, est catégorisée dans les aires de moins de 50 000 habitants,.

### Occupation des sols

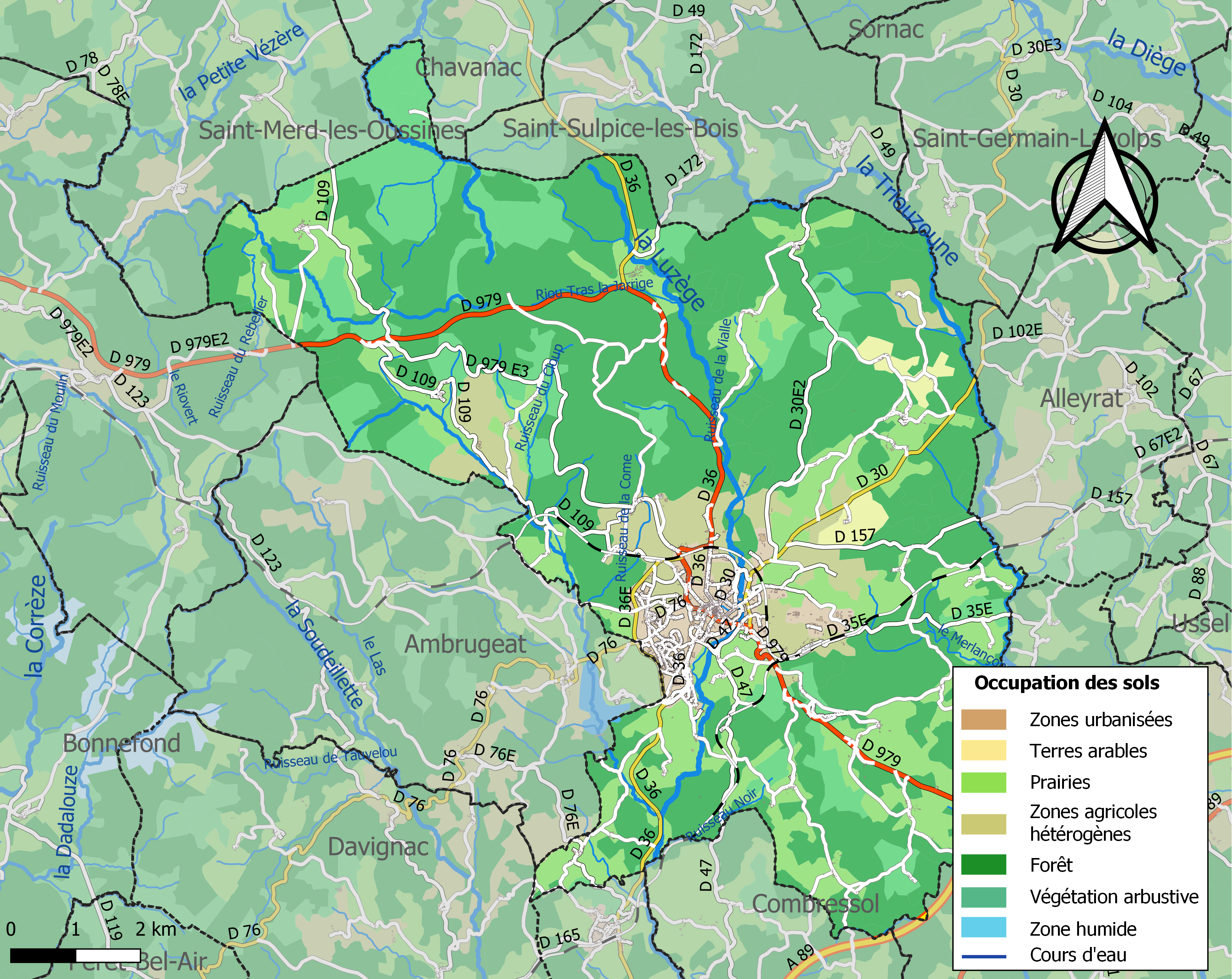
Carte des infrastructures et de l'occupation des sols de la commune en 2018 (CLC).

L'occupation des sols de la commune, telle qu'elle ressort de la base de données européenne d’occupation biophysique des sols Corine Land Cover (CLC), est marquée par l'importance des forêts et milieux semi-naturels (66,9 % en 2018), en diminution par rapport à 1990 (68,8 %). La répartition détaillée en 2018 est la suivante : 
forêts (53,7 %), prairies (21 %), milieux à végétation arbustive et/ou herbacée (13,2 %), zones agricoles hétérogènes (7,1 %), zones urbanisées (3,2 %), terres arables (1,3 %), zones industrielles ou commerciales et réseaux de communication (0,4 %).
L'évolution de l’occupation des sols de la commune et de ses infrastructures peut être observée sur les différentes représentations cartographiques du territoire : la carte de Cassini (XVIIIe siècle), la carte d'état-major (1820-1866) et les cartes ou photos aériennes de l'IGN pour la période actuelle (1950 à aujourd'hui).

### Risques majeurs
Le territoire de la commune de Meymac est vulnérable à différents aléas naturels : météorologiques (tempête, orage, neige, grand froid, canicule ou sécheresse), feux de forêts, mouvements de terrains et séisme (sismicité très faible). Il est également exposé à un risque technologique, le transport de matières dangereuses, et à deux risques particuliers : le risque minier et le risque de radon. Un site publié par le BRGM permet d'évaluer simplement et rapidement les risques d'un bien localisé soit par son adresse soit par le numéro de sa parcelle.

#### Risques naturels

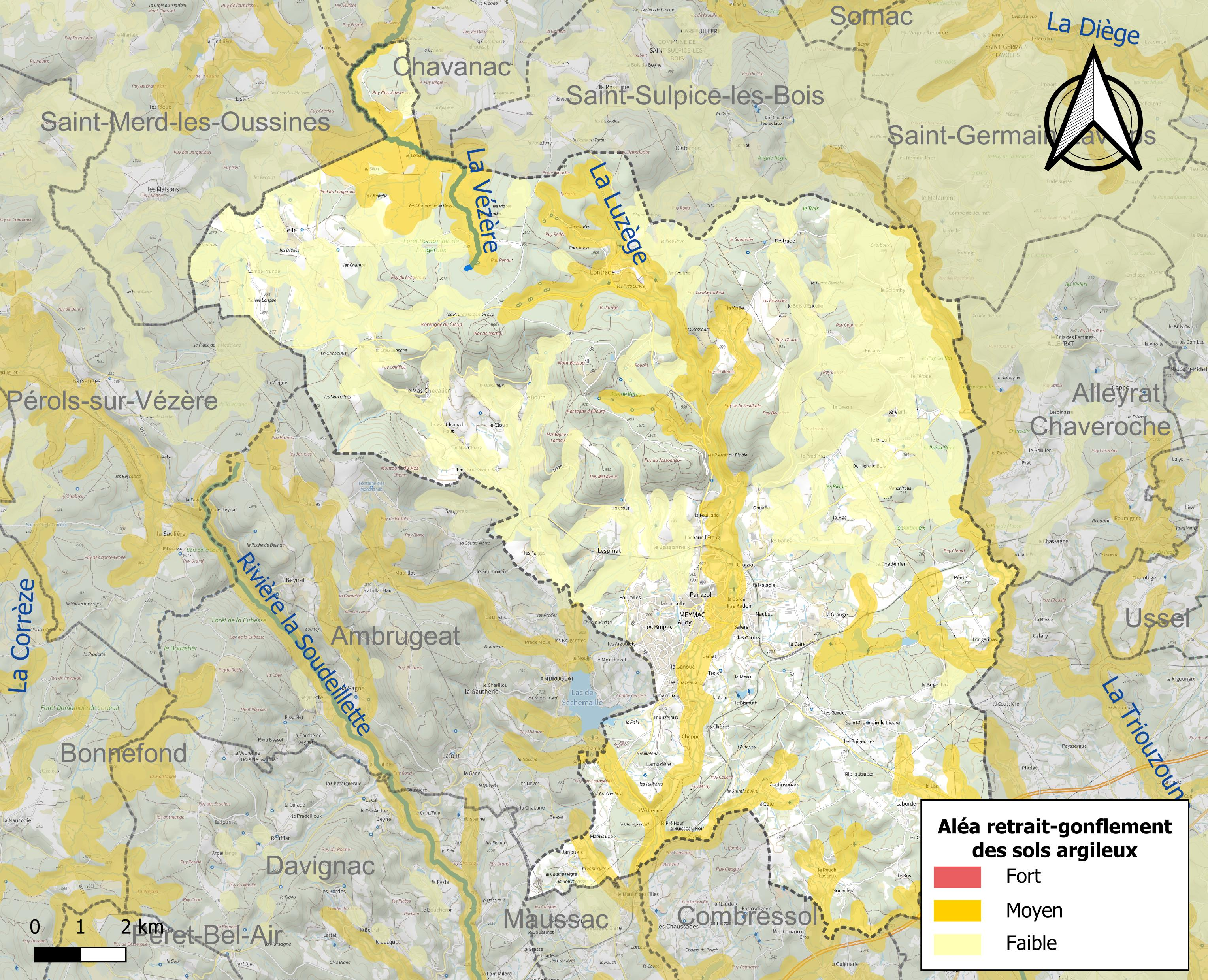
Carte des zones d'aléa retrait-gonflement des sols argileux de Meymac.

La commune est vulnérable au risque de mouvements de terrains constitué principalement du retrait-gonflement des sols argileux. Cet aléa est susceptible d'engendrer des dommages importants aux bâtiments en cas d’alternance de périodes de sécheresse et de pluie. 19,4 % de la superficie communale est en aléa moyen ou fort (26,8 % au niveau départemental et 48,5 % au niveau national). Sur les 1 406 bâtiments dénombrés sur la commune en 2019, 350 sont en aléa moyen ou fort, soit 25 %, à comparer aux 36 % au niveau départemental et 54 % au niveau national. Une cartographie de l'exposition du territoire national au retrait gonflement des sols argileux est disponible sur le site du BRGM,.
Concernant les feux de forêt, aucun plan de prévention des risques incendie de forêt (PPRIF) n’a été établi en Corrèze, néanmoins le code de l’urbanisme impose la prise en compte des risques dans les documents d’urbanisme. Le périmètre des servitudes d'utilité publique et des zones d'obligation légale de débroussaillement pour les particuliers est quant à lui défini pour la commune dans une carte dédiée.

#### Risques technologiques
Le risque de transport de matières dangereuses sur la commune est lié à sa traversée par une route à fort trafic et une canalisation de transport d'hydrocarbures. Un accident se produisant sur de telles infrastructures est susceptible d’avoir des effets graves sur les biens, les personnes ou l'environnement, selon la nature du matériau transporté. Des dispositions d’urbanisme peuvent être préconisées en conséquence.

#### Risques particuliers
La commune est  concernée par le risque minier, principalement lié à l’évolution des cavités souterraines laissées à l’abandon et sans entretien après l’exploitation de mines.
Dans plusieurs parties du territoire national, le radon, accumulé dans certains logements ou autres locaux, peut constituer une source significative d’exposition de la population aux rayonnements ionisants. Certaines communes du département sont concernées par le risque radon à un niveau plus ou moins élevé. Selon la classification de 2018, la commune de Meymac est classée en zone 3, à savoir zone à potentiel radon significatif.

## Histoire

### Quelques repères historiques

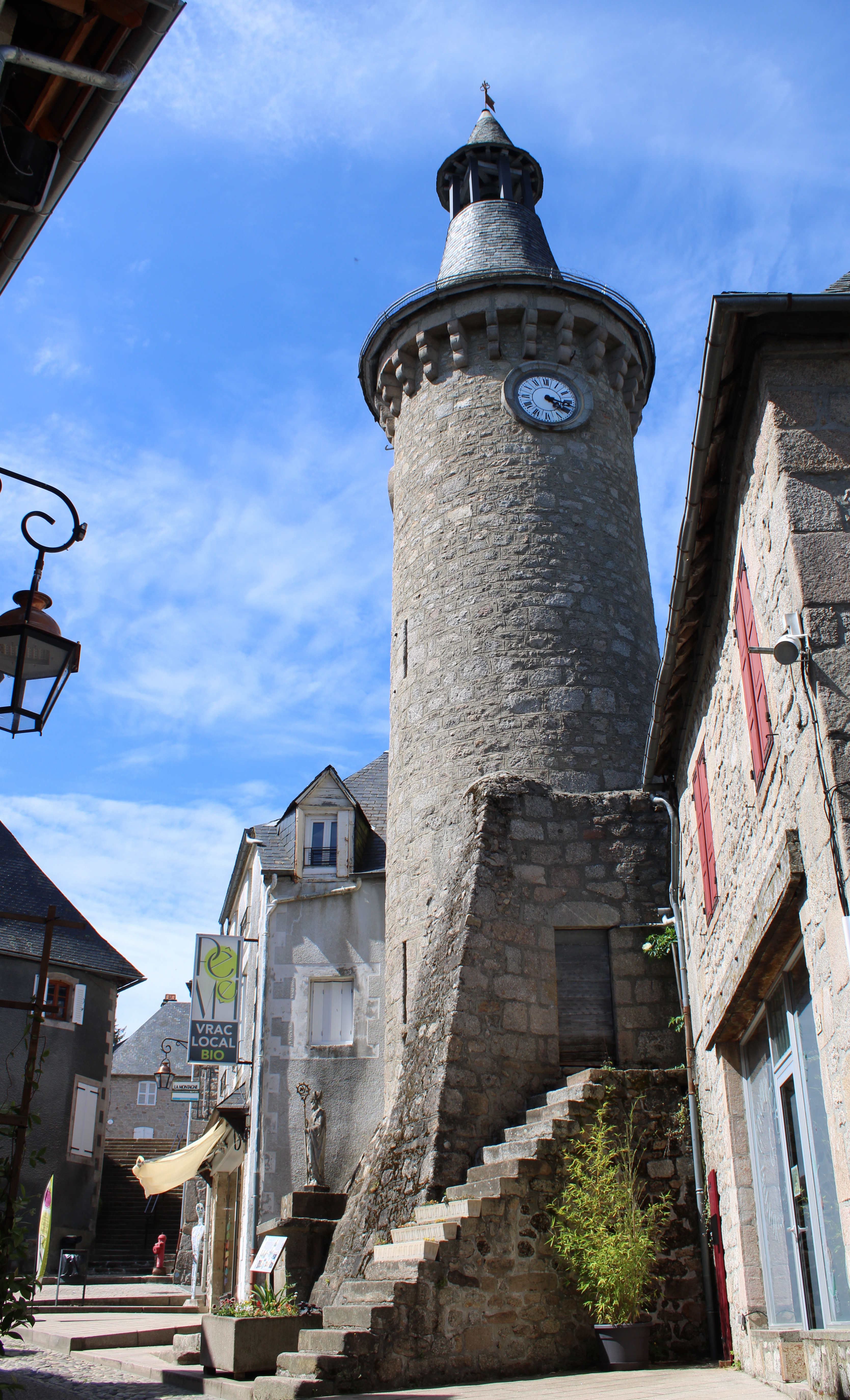
Ancienne tour qui protégeait autrefois une des quatre portes de la ville, devenue un beffroi-horloge.

- Selon le cartulaire de l'abbaye Saint-Pierre d'Uzerche, un ermite nommé « Mammacus » s'y serait établi et l'évêque Rorice II de Limoges aurait consacré en 546 la chapelle que le premier avait fondée. Toutefois, l'origine du nom de Meymac vient plus vraisemblablement de Maximus, nom d'un personnage romain et du suffixe gallo-romain -acum.
- En 1085, Archambaud III, vicomte de Comborn, fonde un monastère qui est érigé en abbaye en 1147. Au début du XIIe siècle des reliques de saint Léger y sont reçues comme don. L’abbaye voit alors affluer de nombreux pèlerins.
- En 1265, Eble VII de Ventadour octroie aux habitants une charte de franchises. Meymac devient une ville protégée par des remparts.
- En 1379, la cité est pillée par Geoffroy Tête-Noire et sa bande de routiers.
- En 1633, la peste décime la population, la ville ne retrouvera plus jamais son prestige passé.
- En prévision des états généraux de 1789, Martin Thomas — curé de Meymac — est élu député du clergé.
- En 1846, les communes de Saint-Germain-le-Lièvre et de Meymac fusionnent.

#### Seconde Guerre mondiale
- Le 21 février 1944, afin de couper la voie, les résistants francs-tireurs et partisans (FTP) font sauter au viaduc des Farges un train transportant des armes et du matériel de l'armée allemande en provenance de Limoges. Il n'y eut aucune victime.
- Le mercredi 19 avril 1944, plusieurs dizaines de personnes raflées la veille sont embarquées en gare de Meymac et envoyées, via Limoges et Drancy, vers les camps d'extermination. Ces personnes — adultes et enfants — étaient juives ou considérées comme juives selon les lois du régime de Vichy. Elles habitaient depuis quelques années ou quelques mois à Meymac, à Maussac ou à Égletons[28]. Deux plaques commémoratives ont été apposées à la gare de Meymac en 2003 et 2015[29].
- De juin à août 1944, la brigade Jesser est déployée dans la région pour répondre aux actions des maquis du Limousin en haute Corrèze.
- Le 12 juin 1944, 47 soldats allemands et une femme française proche de la Gestapo sont abattus par les francs-tireurs et partisans (FTP) de Meymac. Ils ont été faits prisonniers lors de la bataille de Tulle les 8 et 9 juin 1944[30],[31]. Bien que les résistants responsables de cet acte aient à l'origine décidé de ne jamais en parler, le dernier d'entre eux, Edmond Réveil, finit par révéler en 2023 l'existence de ce charnier[32] — qui avait toutefois déjà été fouillé en 1969[33].

### Faits divers liés à Meymac
- L'agent de police Jean-Baptiste Vergne, abattu par Jacques Fesch le 25 février 1954, est enterré à Meymac.
- Le 13 août 1954, un accident de car sur le pont de Mayres en Ardèche fait 19 morts, tous membres de l'amicale laïque de Meymac. Les élèves du cours complémentaire de garçons de Meymac accompagnés du directeur et de plusieurs maîtres avaient préparé un voyage pour voir la mer. Dans la descente de la RN102 en Ardèche, au pied du col de la Chavade, le car perd ses freins en arrivant au pont de Mayres, enfonce le parapet et s'écrase en contrebas dans le lit de la rivière. Une plaque est placée à l'abord du pont en mémoire des victimes[34] ainsi qu'à Meymac sur le mur d'angle de l'abbaye Saint-André, côté avenue Limousine.
- L'affaire criminelle liée à Roland Bondonny, originaire de Meymac (mais qui habitait dans la région d'Égletons au moment des faits) accusé d'avoir empoisonné plus de 144 animaux de compagnie entre 1997 et 2001, puis d'avoir commandité le meurtre de Marius Lac, un chasseur d'Égletons et gendarme à la retraite.

## Politique et administration

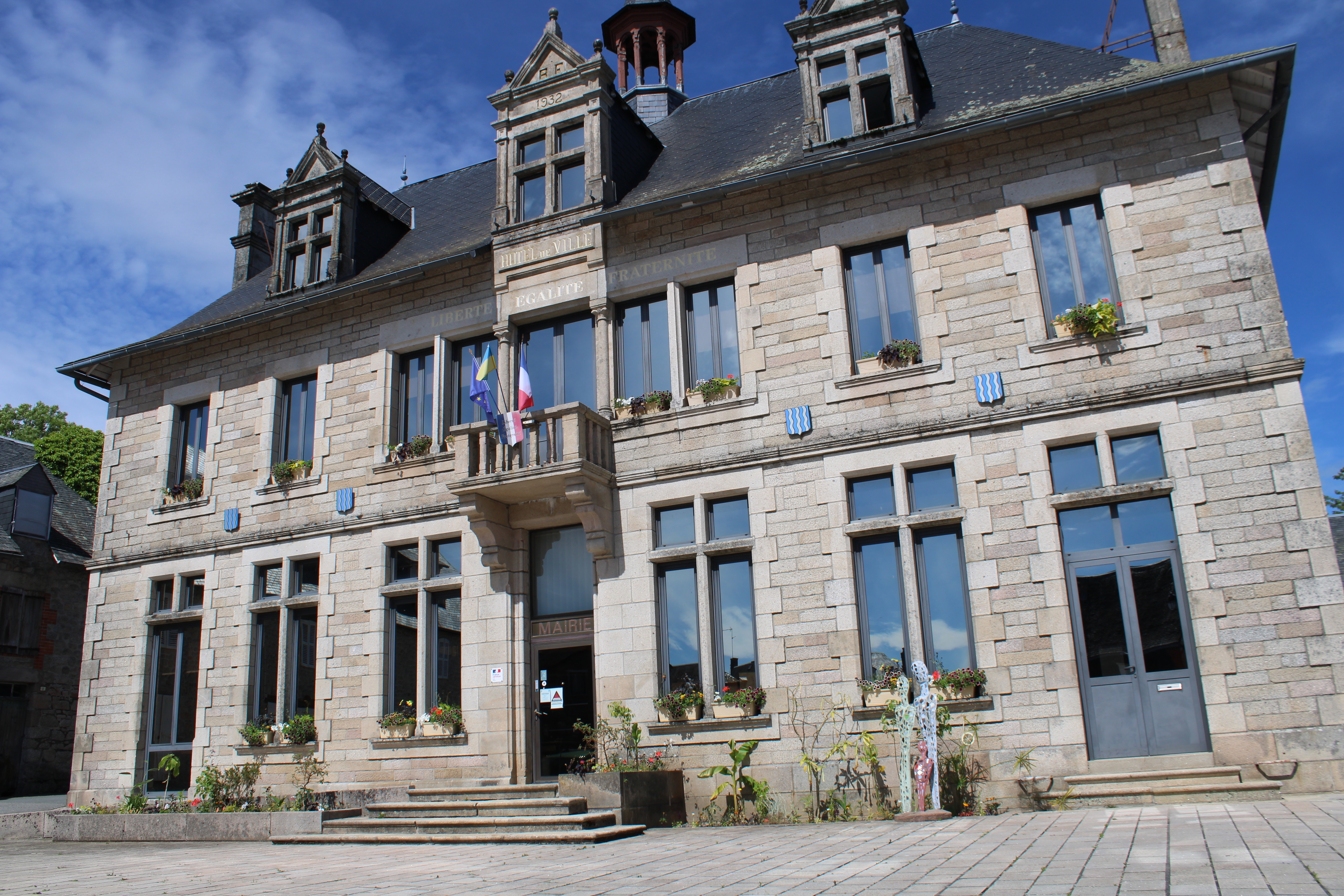
L'hôtel-de-ville.

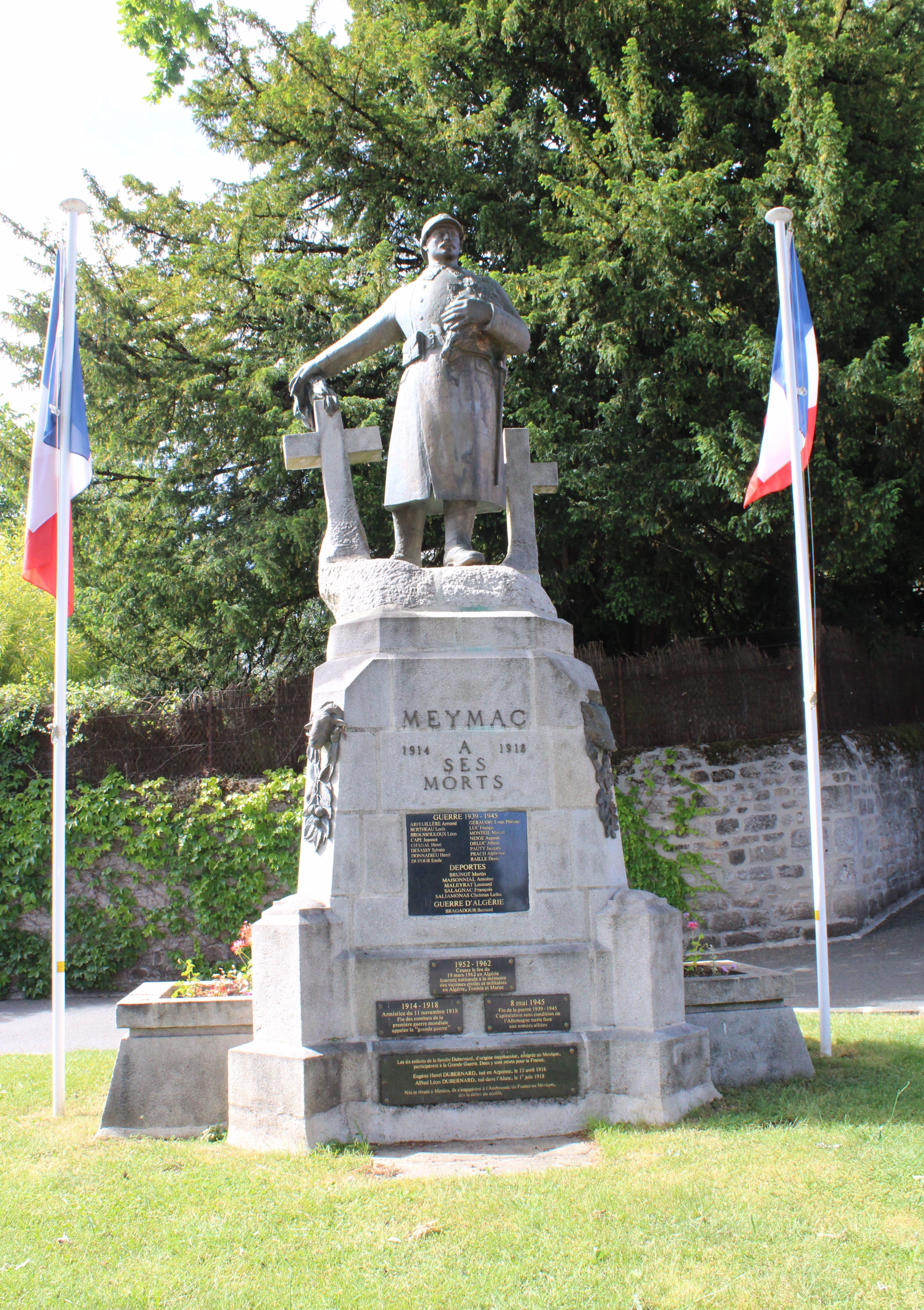
Le monument aux morts.

### Tendances politiques et résultats

#### Commune
Philippe Brugère (apparenté PS) est le maire de Meymac à la suite des élections municipales de 2014, il succède à Serge Vialle (apparenté UMP).
Il est réélu en 2020 à la suite des élections municipales.

#### Intercommunalité
Meymac appartient à la communauté de communes Haute-Corrèze Communauté.

#### Canton
Meymac fait partie du canton du Plateau de Millevaches créé en 2014.

#### Circonscription législative
Meymac appartient à la première circonscription de la Corrèze, dont le député est François Hollande depuis le 7 juillet 2024 ; Philippe Brugère est son suppléant.

### Politique environnementale
Dans son palmarès 2024, le Conseil national de villes et villages fleuris de France a attribué deux fleurs à la commune.
Depuis 2017, le Pavillon bleu flotte sur la plage du lac de Sèchemailles.

## Démographie
L'évolution du nombre d'habitants est connue à travers les recensements de la population effectués dans la commune depuis 1793. Pour les communes de moins de 10 000 habitants, une enquête de recensement portant sur toute la population est réalisée tous les cinq ans, les populations de référence des années intermédiaires étant quant à elles estimées par interpolation ou extrapolation. Pour la commune, le premier recensement exhaustif entrant dans le cadre du nouveau dispositif a été réalisé en 2008.

En 2022, la commune comptait 2 326 habitants, en évolution de −3,53 % par rapport à 2016 (Corrèze : −0,59 %, France hors Mayotte : +2,11 %).
| 1793  | 1800  | 1806  | 1821  | 1831  | 1836  | 1841  | 1846  | 1851  |
| ----- | ----- | ----- | ----- | ----- | ----- | ----- | ----- | ----- |
| 2 662 | 2 978 | 2 524 | 2 528 | 3 130 | 3 237 | 3 377 | 3 830 | 3 908 |

| 1856  | 1861  | 1866  | 1872  | 1876  | 1881  | 1886  | 1891  | 1896  |
| ----- | ----- | ----- | ----- | ----- | ----- | ----- | ----- | ----- |
| 3 722 | 3 592 | 3 716 | 3 283 | 3 184 | 3 914 | 4 181 | 4 112 | 3 964 |

| 1901  | 1906  | 1911  | 1921  | 1926  | 1931  | 1936  | 1946  | 1954  |
| ----- | ----- | ----- | ----- | ----- | ----- | ----- | ----- | ----- |
| 3 765 | 3 989 | 3 928 | 3 642 | 3 611 | 3 211 | 3 258 | 3 019 | 2 465 |

| 1962  | 1968  | 1975  | 1982  | 1990  | 1999  | 2006  | 2008  | 2013  |
| ----- | ----- | ----- | ----- | ----- | ----- | ----- | ----- | ----- |
| 2 411 | 2 410 | 2 434 | 2 523 | 2 796 | 2 627 | 2 661 | 2 625 | 2 434 |

| 2018  | 2022  | - | - | - | - | - | - | - |
| ----- | ----- | - | - | - | - | - | - | - |
| 2 322 | 2 326 | - | - | - | - | - | - | - |

## Éducation et formation
La commune possède :
- une école maternelle (école Niki de Saint Phalle) ;
- une école élémentaire ;
- un collège (collège Jacques-Chirac, anciennement collège La Prairie) ;
- une école forestière[40], rattachée à l'EPL de Haute-Corrèze (établissement public local d'enseignement et de formation professionnelle agricole) ;
- une antenne de l'université de Limoges ;
- un établissement d'enseignement adapté (EREA) : le lycée d'enseignement adapté (LEA) des Milles Sources[41].

## Culture et patrimoine

### Monuments et lieux

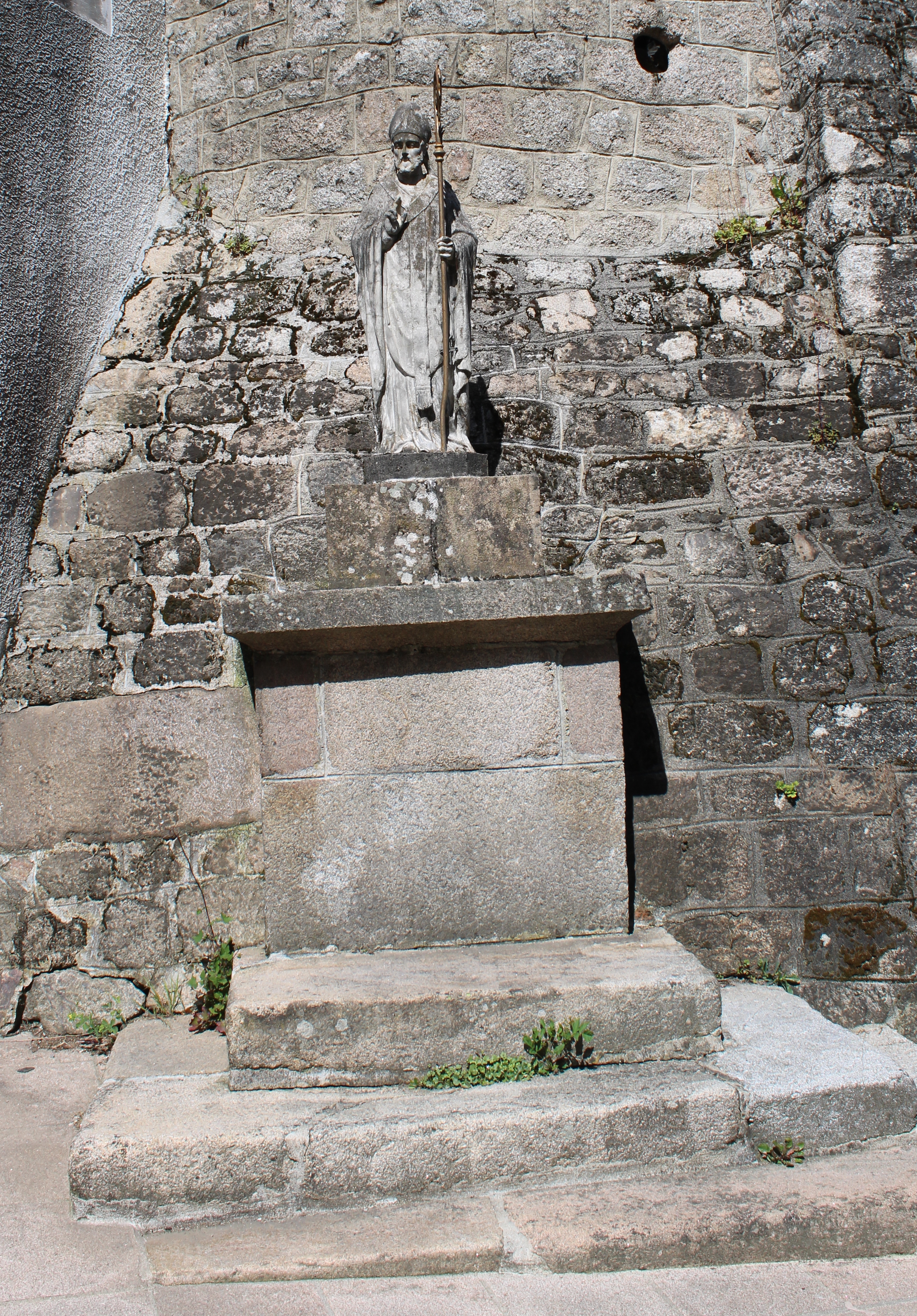
Au pied du beffroi-horloge, statue de saint Léger, saint patron de la ville.
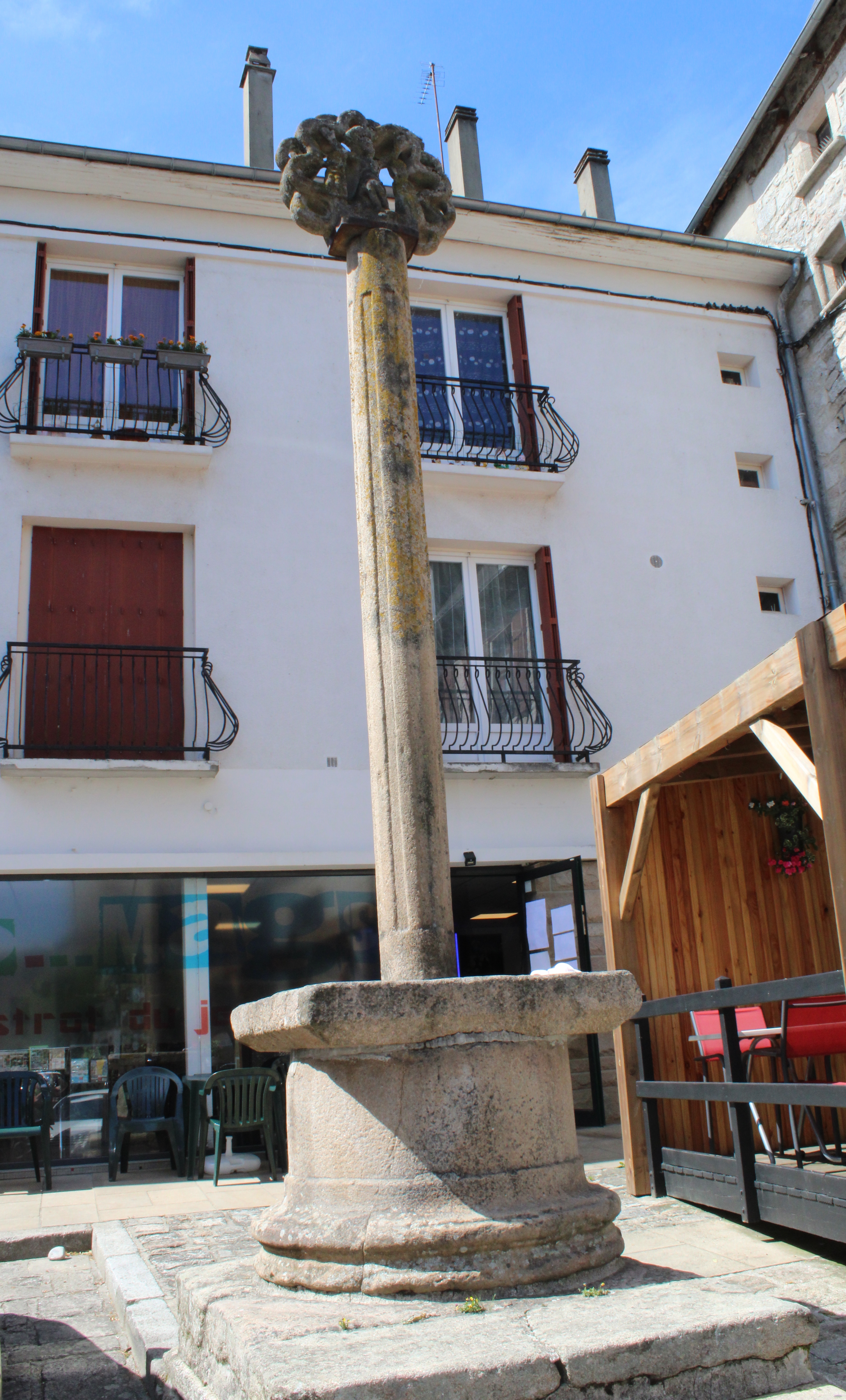
Un des calvaires de Meymac.
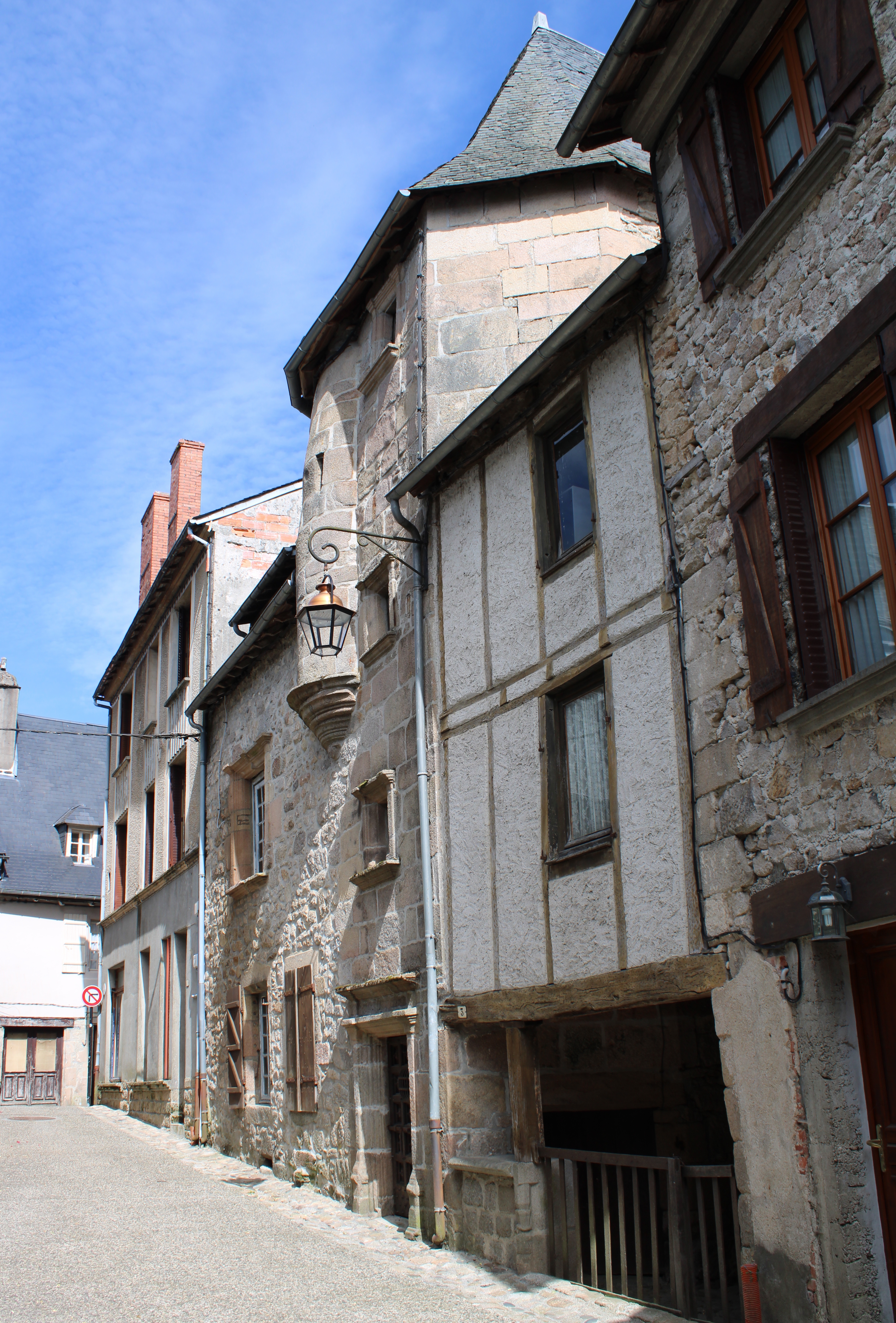
Une ancienne rue de la ville.
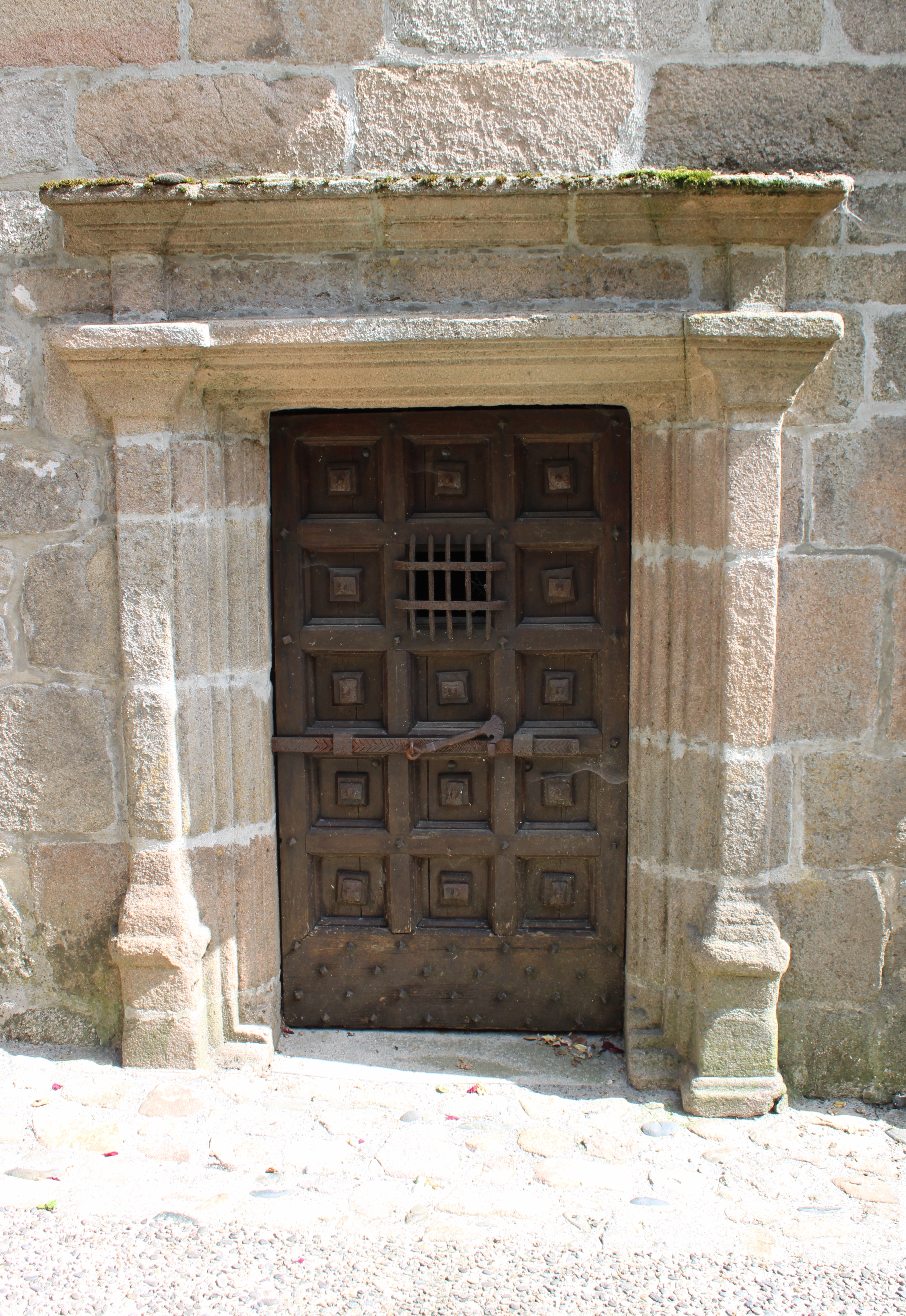
Porte de style renaissance.

#### Bourg de Meymac

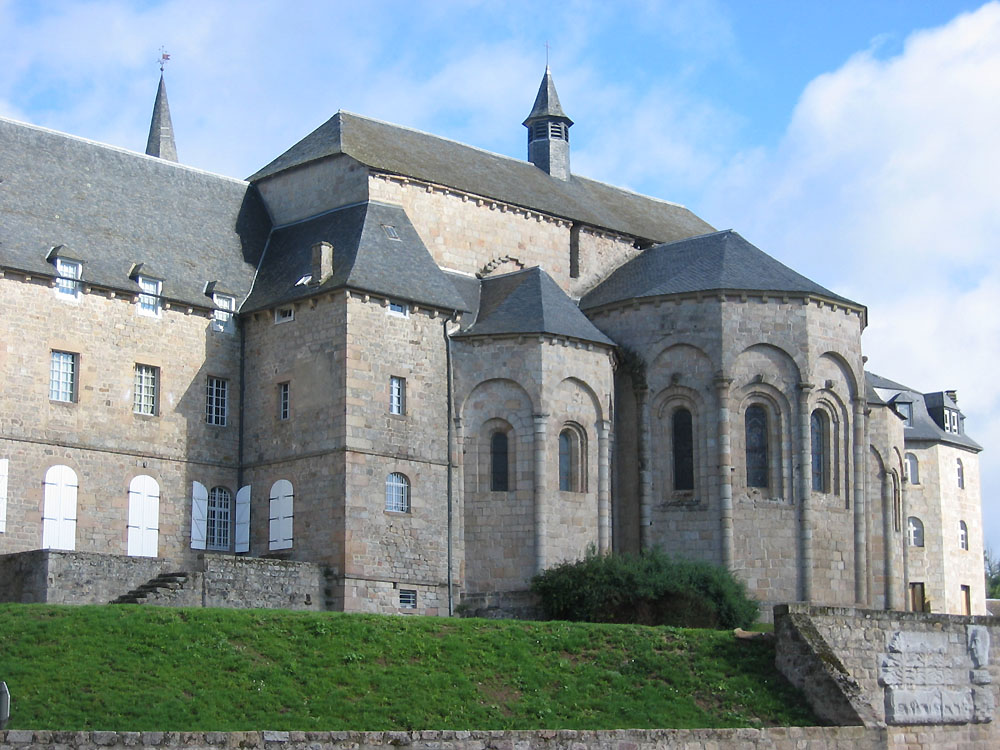
Le chevet de l'église et l'aile de l'abbatiale (à gauche sur la photo) qui abrite le musée Marius-Vazeilles.

- L'abbaye Saint-André-Saint-Léger de Meymac, classée monument historique en 1840 par Prosper Mérimée. Le 3 février 1085, Archambaud III, vicomte de Comborn fonde une église et un prieuré, où l'on suit la règle de saint Benoît, et qui devient abbaye en 1146.
  - Le centre d'art contemporain[42] dans l'aile de l'abbaye parallèle à l'église.
  - Le musée d'Archéologie et du Patrimoine Marius Vazeilles, place du Bûcher, installé dans l'aile de l'abbaye mitoyenne de l'église qui abrita la salle capitulaire et le dortoir des moines.

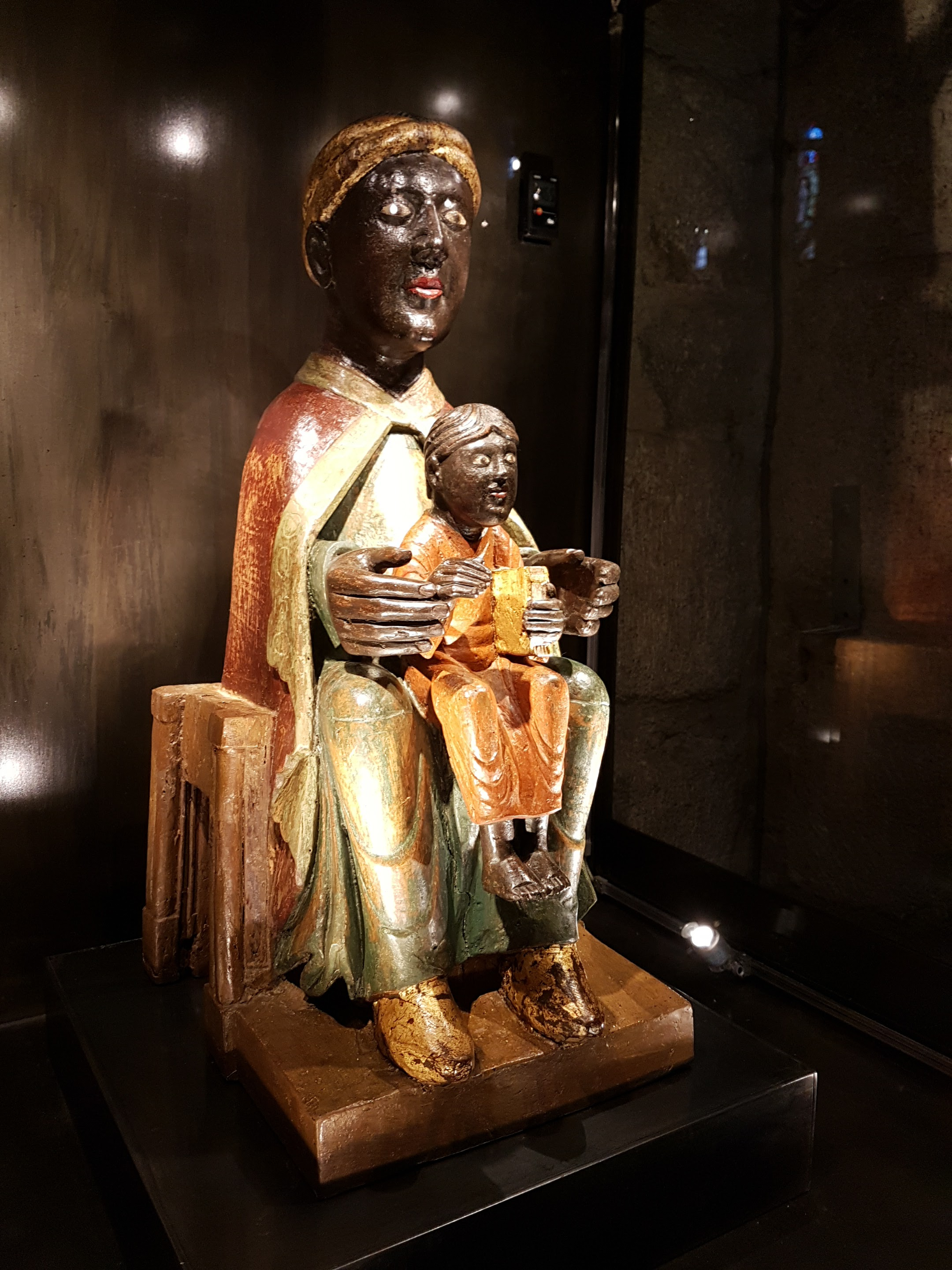
Statue de la Vierge noire XIIe siècle.

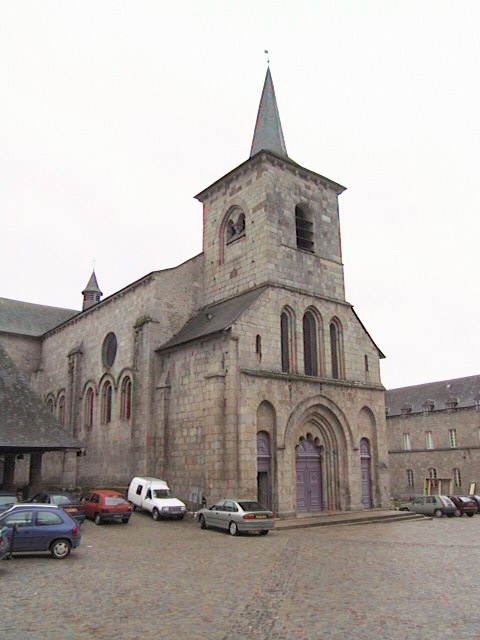
Le clocher-porche de l'église abbatiale Saint-André-Saint-Léger (à gauche de la photo, un angle de la halle du XVe siècle).

- La statue de la Vierge noire (XIIe siècle, classée monument historique) restaurée et visible depuis 2016 est la seule de ce type en Corrèze.
- L'Hôtel-Dieu (reconstruit en 1681). Fronton gravé : « Hospitum hic, alibi patria » qui signifie : « Un asile, la patrie est ailleurs ». Depuis 2015, il accueille un équipement culturel intercommunal, le pôle culturel Clau del país[43].

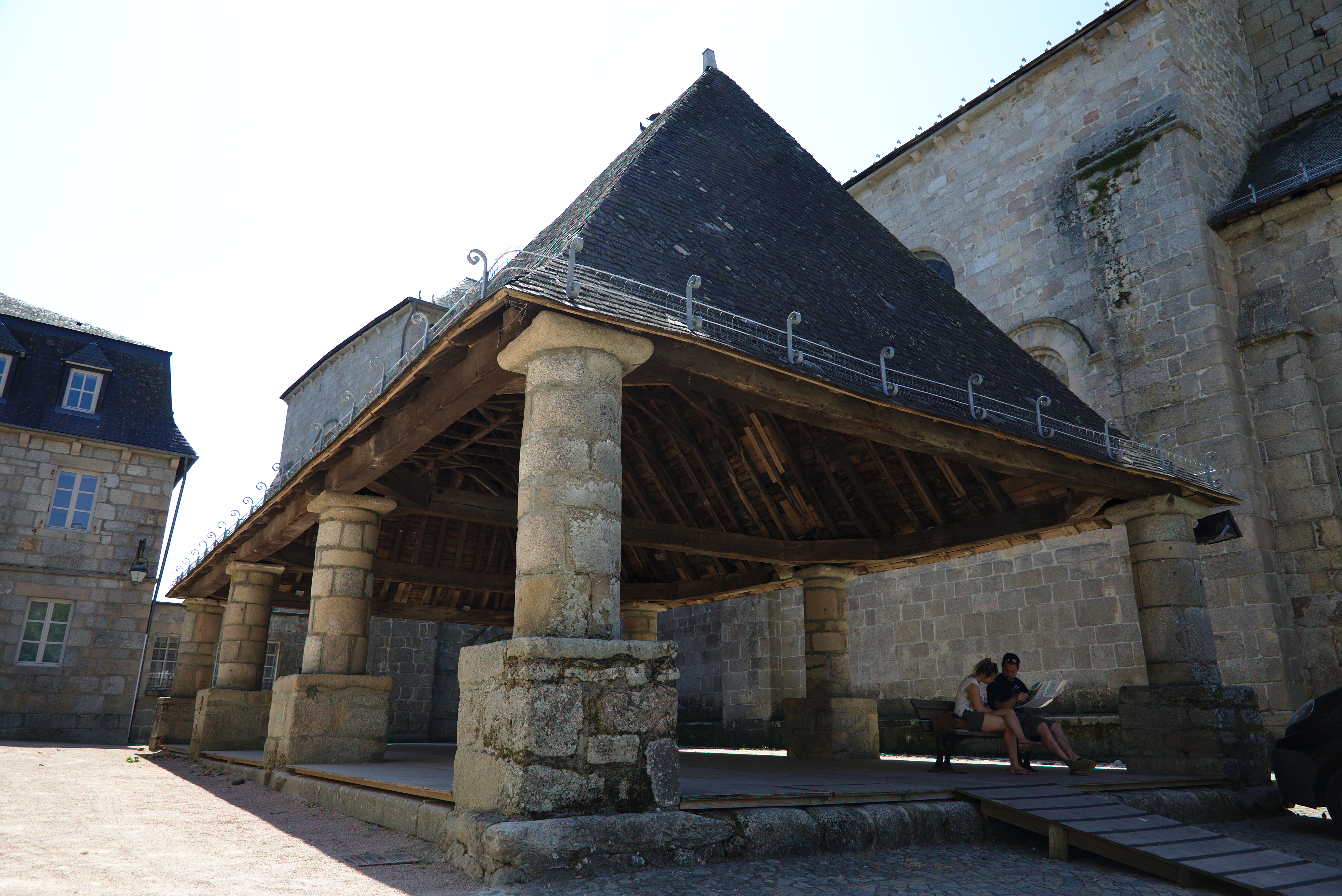
La halle.

- La halle. Datant du XVe siècle, son emplacement se trouvait sur le côté droit de l'église. Reconstruite en 1826, elle est déplacée vers son emplacement actuel. La toiture en ardoise date de 1880, l'ancienne était réalisée en bardeaux. Très belle charpente.
- Rue Neuve. Une des maisons des Ventadour, échauguette, portes, fenêtres autrefois à meneaux. Porte du XVIe siècle.
- Rue Saint-Pierre. Vieille maison à pans de bois et « turgotière », nom donné aux lieux de la région auxquels s'intéressa Turgot, lorsqu'il fut intendant à la généralité de Limoges.
- Rue de Lachenal. Ancien canal avec moulins, maison à tour du XVIIe siècle.
- L'hôtel de ville. Situé sur l'emplacement de l'ancien château où, en l'an 1795, cinq personnes furent guillotinées, il a été reconstruit en 1932 après l'incendie du précédent bâtiment.
- Le beffroi. Tour de guet de l'ancienne fortification du XVe siècle.
- Le château des Moines-Larose. En 1878, Jean Gaye-Bordas, négociant en vin, acheta le terrain contigu à l'abbaye et y fit construire une maison à tourelles de style néo-médiéval[44],[45],[46]. Son rez-de-chaussée abrite aujourd'hui le tiers-lieu entrepreneurial Au Beau MilLieu.
- Nombreuses maisons bourgeoises de marchands de vin corréziens construites fin XIXe -début XXe siècle, dans le bourg, sur la commune ou dans le canton[44],[45]. Lorsqu'elles sont agrémentées de tours ou de tourelles, elles sont localement dénommées « château ».
- Le prieuré du Jassonneix, en activité, installé depuis 1981 dans l'ancien château du même nom[47].

#### Aux alentours
La commune de Meymac comporte de vastes étendues plus ou moins sauvages. De nombreuses zones sont protégées. On y trouve de nombreuses tourbières, quelques landes (puy de la Feuillade notamment), des hêtraies à houx, des ripysylves, des chênaies, des plantations de résineux (douglas, épicéas, sapins).
Le GR 440 traverse Meymac, et de nombreux autres circuits de promenade ont été créés.
- Le lac de Sèchemailles (baignade, planche à voile, voile, canoë-kayak, aviron, pédalo, pêche)[48].
- Une liaison douce (parcours pédestre et cycliste) relie le centre-ville au lac de Sèchemailles.
- La tourbière du Longéroux (ou Longeyroux)[49].
- Le mont Bessou, point culminant du Limousin et du parc naturel régional de Millevaches en Limousin, avec tour panoramique (dite « tour 1000 ») qui permet de découvrir la chaîne des Puys, les monts Dore, le Cézallier et les monts du Cantal ; point géodésique à proximité.
- Le puy Pendu, deuxième plus haut point de Corrèze, se trouve aussi sur la commune.
- Le viaduc des Farges, long de 210 m, comporte onze arches d'une hauteur de 34,5 m[50].
- La douglaseraie des Farges[51] : c'est une forêt domaniale de dix hectares, plantée en 1895. Ces douglas verts atteignent une hauteur de 50 m et un volume supérieur à 15 m3 ; plusieurs ont fait l'objet de mesures, le plus haut dépasse les 56 m pour un diamètre de 1,04 m.
- La « route des hêtres », ancienne RN 679, offre une magnifique vue sur la vallée des Farges et, au-delà, vers les monts du Cantal[52].

### Personnalités liées à la commune
- Léger d'Autun, évêque martyr du VIIe siècle, une urne contenant son crâne supposé étant conservée dans l’église abbatiale de Meymac, avec l’inscription suivante : « Cranio Sancti Leodegarii augustodumensis epis.mar. ».
- Rodrigue de Villandrando (vers 1378-1448), chef de bande de mercenaires célèbre au Moyen Âge, qui rançonna Meymac.
- François Hédelin (1604-1676), dramaturge et théoricien français du théâtre (XVIIe siècle), ancien abbé de Meymac.
- Pierre Jean Treich des Farges (1754-1821), général des armées de la République y est né et décédé.
- Martin Thomas (1754-1832), curé de Meymac et député du clergé aux États généraux de 1789.
- Émile Cardot (1850-1922)[53], conservateur des Eaux et Forêts à Pontarlier et auteur de nombreux ouvrages s'intéressa notamment au reboisement du plateau de Millevaches.
- Jean Gaye-Bordas, né en 1826, mort en 1900, marchand de vin et créateur du négoce des vins de Bordeaux ; après lui, ce négoce s'est développé, devenant très florissant dans la région[45].
- Alméry Lobel-Riche, peintre et graveur français, né le 3 mai 1880 à Genève, mort en 1950 à Paris, et enterré à Meymac où il venait régulièrement. Un tableau représentant L'Exode, récemment restauré, est visible au pôle culturel Clau del país.
- Georges Saupique (1889-1961), sculpteur français qui réalisa le monument aux morts.
- Mathieu Léon Gasparoux, né à Meymac, soldat fusillé pour l'exemple pendant la Première Guerre mondiale tout comme Léonard Leymarie, un autre Corrézien.
- Marius Vazeilles, mort le 7 juin 1973 à Meymac, agronome, expert forestier, syndicaliste paysan, archéologue et ethnologue et député communiste du Front populaire. Le musée d'Archéologie et du Patrimoine, installé dans une aile de l'abbaye Saint-André, porte son nom.
- Justes parmi les nations[28] :
  - Marguerite Wajdenfeld, née Lemoine[54], pour s'être laissée arrêter avec son mari, lors la rafle du 19 avril 1944, afin de protéger deux enfants juifs cachés chez eux — médaille décernée le 19 septembre 1989.
  - Jean Melon et Suzanne Melon, née Hohenauer, pour avoir soustrait Ida Musler à la rafle du 19 avril 1944 — médaille décernée le 7 novembre 2005.
- Jacques Chirac, conseiller général du canton de Meymac (1968 à 1979) et député de la Corrèze (circonscription d'Ussel).
- Jean-Yves Riocreux, évêque de Pontoise puis de Basse-Terre, a fait des études à l'école forestière.

### Héraldique
| Blason de Meymac | Blason  | D'azur à trois pals ondés d'argent.              |
| Blason de Meymac | Détails | Le statut officiel du blason reste à déterminer. |

## Économie

### Négoce des vins de Bordeaux
L'idée en revient à Jean Gaye-Bordas, né au hameau de Laval, commune de Davignac, en 1826,,. Vendeur ambulant, alors qu'il est à Bordeaux, il remarque un jour qu’un greffier de Pauillac envoie du vin à un de ses frères à Lille.
Il voit alors l’opportunité de vendre du vin de Bordeaux sous l’étiquette « Meymac-près-Bordeaux » au cours de sa prospection commerciale au domicile des clients potentiels,. Il prend les commandes, et revenu en Corrèze, fait expédier la marchandise puis attend le voyage suivant pour encaisser la livraison.
À sa suite, de nombreux négociants-voyageurs de haute Corrèze partent à leur tour vendre du vin dans le nord de la France et en Belgique, donnant « Meymac-près-Bordeaux » comme adresse postale à leurs clients,. Ayant réussi à fidéliser une importante clientèle, certains achètent des propriétés viticoles dans le Bordelais et apportent à Meymac une prospérité nouvelle. Ceux qui ont fait fortune font construire dans le bourg et aux alentours des maisons de ville, souvent entourées de parcs, appelées aujourd'hui « maisons de marchands de vin », voire « château ».

### Bois
L'économie meymacoise est fortement liée au secteur bois et bois-énergie. L'école forestière de Meymac, créée en 1957, est réputée dans toute la France. La zone d'activités de Maubech promeut l'implantation d'entreprises liées à la transformation du bois (scierie, fabrique de poteaux téléphoniques).

### Industrie pharmaceutique
En 1990, le groupe américain Bristol-Myers Squibb (BMS), un des leaders de l'industrie pharmaceutique implante un site de production à Meymac. L'usine est spécialisée dans la fabrication et le conditionnement de médicaments destinés à la prévention et au traitement du VIH et du sida ; y sont aussi fabriqués des médicaments pour traiter les maladies cardio-vasculaires, la douleur ou la dépression.
Après plusieurs mois d'incertitude, le 25 septembre 2008, la fermeture du site, qui emploie 160 salariés, et le transfert d'une partie de ses activités sur le site UPSA d'Agen est confirmé pour 2010.
Le 16 janvier 2010, la reprise du site par les laboratoires algériens Salem est officialisée et, le 25 juin, l'usine ferme officiellement ses portes, sans que le projet de reprise par Salem soit finalisé, après avoir été modifié plusieurs fois. Ce n'est que le 28 septembre 2010 que l'accord de cession (pour 1 € symbolique) est signé entre les deux groupes pharmaceutiques. Le projet présenté par Salem consiste en un redémarrage de l'usine avec une vingtaine de salariés (remise en état des installations), le retour de la production n'étant pas envisagé avant le premier semestre 2011. En septembre 2011, l'usine démarre ses activités de sous-traitance. Mais le 22 septembre 2015, l'établissement est placé en liquidation judiciaire et vingt-sept salariés sont licenciés.
Le 13 novembre suivant, le site est repris par le groupe pakistanais Martin Dow (en) qui relance l'activité dans le domaine de la sous-traitance et la production de génériques. À l'occasion du changement de propriétaire, l'usine est visitée en mars 2017 par le président de la République François Hollande,. La direction espère, d'ici 2020, faire remonter l'effectif à une centaine de personnes,.

## Vie locale

### Culture

#### Musées, centres d'art
- Pôle culturel Clau del país[43] :
  - Antenne de la médiathèque intercommunale de Haute-Corrèze.
  - Pays d'art et d'histoire Hautes terres corréziennes et Ventadour[70].
  - Micro-Folie.
  - Espace muséal[71] consacré à l'exposition  « Meymac-près-Bordeaux »[45],[72], relatant l'histoire des marchands de vins issus de la région[59], et dont certains sont devenus exploitants dans le Libournais et le Bordelais.
    - Un chai-musée, avec la reconstitution des locaux professionnels de ces négociants et l'histoire des familles qui se sont livrées à cette activité, complète l'exposition dans un local à proximité.
- Centre d'art contemporain[42] dans l'aile de l'abbaye parallèle à l'église, créé en 1979.

Expositions temporaires (printemps, été, automne-hiver).
Calendrier monumental de l'Avent à travers les fenêtres de l'abbaye (une fenêtre s'allume chaque soir).
- Musée d'archéologie et du patrimoine Marius-Vazeilles, place du Bûcher, installé dans l'aile de l'abbaye mitoyenne de l'église qui abrita la salle capitulaire et le dortoir des moines.

Outils des époques paléolithique, néolithique (bifaces, haches polies), mobilier funéraire gallo-romain (coffres et urnes funéraires en verre), objets du site des Cars et d'autres sites de haute Corrèze fouillés par Marius Vazeilles au rez-de-chaussée.
Objets de la vie courante rurale du plateau de Millevaches (intérieur paysan, activités agricoles et artisanales) au second étage.
Expositions temporaires de mai à novembre, au premier étage.

#### Autres
- Festival de musique (l'été) : concerts dans l'église (classique, jazz, musique du monde).
- Représentations théâtrales.
- Antenne de l'école de musique et de danse intercommunale de Haute-Corrèze.
- Festival livres jeunesse.
- Complexe sportif et culturel Le Soubise, avec une salle de cinéma art et essai dénommée « Julie Gayet »[73].

### Marchés et manifestations
- Toute l'année :
  - Foire sur la place de l'église les 2e et 4e vendredis du mois.
  - Petit marché de producteurs locaux place de l'église tous les dimanches matin.
- Hiver :
  - Marché de Noël.
- Été :
  - Chaque mercredi, sur la place de l'église, marché festif de producteurs de pays.
  - Concours ovin (début août).
  - Salon des vins de Meymac-près-Bordeaux sous la halle de la place de l'église (mi-août).
  - Journées artisanales d'art (3e week-end d'août) dans tout le bourg.

### Sports
- Des clubs sportifs : aviron, escrime, judo, tir, football dont une équipe féminine à 11, rugby, handball.
- VTT 1 000 km de sentiers balisés[réf. nécessaire].
- La Haute-Corrèzienne, randonnée pédestre reliant le lac de Ponty (Ussel) au lac de Sèchemailles (Meymac).
- Centre équestre à Eymanoux.
- Randonnées (une vingtaine de circuits proposés)[74].
- Concentration motarde hivernale Les Millevaches, sur le plateau du même nom qui attire plus de motards qu'il n'y a d'habitants.

#### Ancienne manifestation sportive
- Critérium cycliste de Meymac, réservé aux coureurs professionnels qui s'est disputé de 1946 à 1991[75].